# 중형기관총

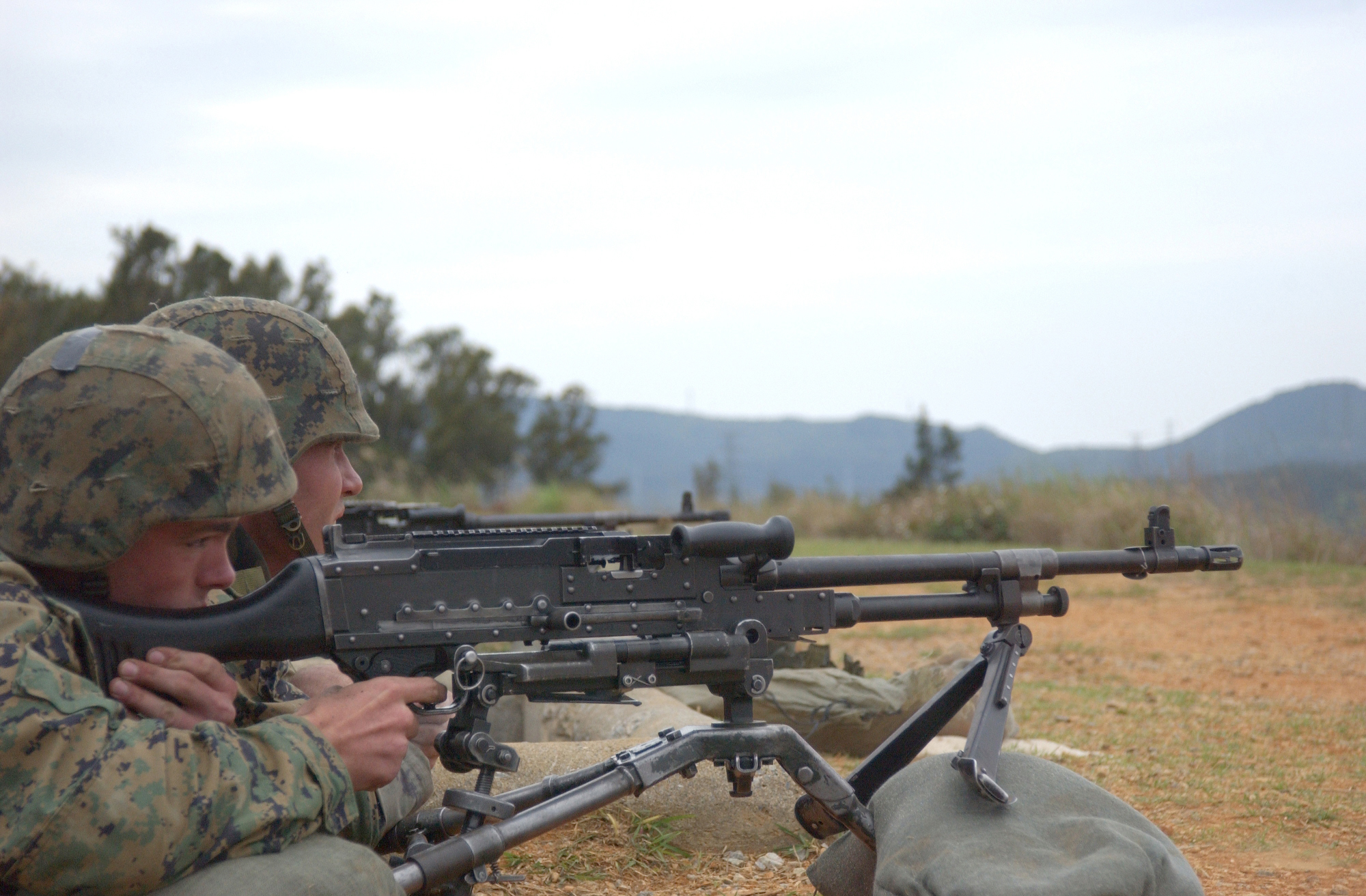
삼각대에 거치된 미군 M240G (FN MAG) 중형기관총

중형기관총(中型機關銃, medium machine gun, MMG)은 현대의 경우 보통 탄띠 급탄식, 강한 소총탄(7.62 × 51 mm NATO, 7.62 x 54 mm R 등)을 사용하는 자동화기로서, 가벼운 자동화기들보다 장시간 사격이 가능한 기관총을 일컫는다. 보통 무게는 7~20 kg 정도이다. 중형기관총은 경기관총과 중기관총 사이의, 명확히 정의되기 힘든 경계에 속한다.
많은 수의 다목적기관총들은 중형기관총에 속한다.

## 같이 보기
- 기관총
- 경기관총
- 중기관총
- 다목적기관총
- 분대지원화기